# Schatjes (televisieprogramma)
Schatjes is een televisieprogramma van de Evangelische Omroep, dat van december 2004 tot september 2008 werd uitgezonden op Nederland 1. In het programma begeleidden psychologen Tischa Neve en Fina van de Pol-Drent een gezin dat te kampen had met opvoedproblemen. De presentatie was in handen van Carla van Weelie. Het programma is niet enig in zijn soort, maar kent haar gelijken in programma's als Supernanny. Het was echter wel de eerste Nederlandstalige variant ervan.